# Ворсобино (Износковский район)
Ворсобино — деревня  в Износковском районе Калужской области России. Входит в сельское поселение «Село Льнозавод».
Ворсоба — некалендарное имя-прозвище, от литовского — клок шерсти. 

## География
Расположено у реки Сухошка. Рядом — Леоново, Лобово.

## Население
| 2002 | 2010 |
| ---- | ---- |
| 19   | ↗23  |

## История
В 1782 году сельцо Ворсобино и деревня Леоново Анны Гавриловны Смагиной.

## Инфраструктура и достопримечательности
- Братская могила, возникла в годы войны, здесь захоронены советские воины, погибшие в боях за освобождение деревни  Бокшино, Вешки, Ворсобино, Голенки, Доманово, Ивашево, пос. им. Карла Маркса, Леоново, Тетево.  В 1957 году на могильном холме  сооружён памятник — кирпичный постамент в виде куба, на котором установлены скульптуры воина  и женщины, склонившей голову ему на плечо. К основанию постамента прикреплена плита с надписью: «Вечная слава героям, павшим за Родину. 1941-1945». Могила обнесена металлической оградой. Всего в могиле покоится прах 591 воина[4].